# Lily aime-moi
Pour plus de détails, voir Fiche technique et Distribution.
Lily aime-moi est un film français réalisé par Maurice Dugowson et sorti en 1975.

## Synopsis
François est journaliste. Son rédacteur en chef lui confie un reportage sur les ouvriers. Hélas pour François, l'ouvrier vers lequel il a été orienté, un nommé Claude, a d’autres préoccupations : sa femme Lily vient juste de quitter le foyer conjugal. François se montre alors moins soucieux de son article que de l'état moral de Claude. Il l'emmène en bordée : après lui avoir présenté son ami le boxeur Johnny Cask, les 3 hommes vont passer la soirée dans une réception chez des bourgeois en pleine passion prolétarienne et révolutionnaire. Claude n’ayant qu'une obsession, reconquérir Lily qui est retournée chez ses parents, le trio part à la campagne pour la retrouver. François déploie son talent de médiateur, et se montre vite optimiste sur la conclusion de l'entreprise. Les amis s'installent à l'hôtel dans le village voisin. Les jours passent, entre beuveries et discussions philosophiques. Claude fait le siège chez les parents de Lily. Johnny (de son vrai prénom Gaston) se maintient en forme pour remonter sur le ring.François écrit son article.

## Fiche technique
- Titre : Lily aime-moi
- Réalisateur : Maurice Dugowson
- Scénario : Michel Vianey
- Dialoguiste : Maurice Dugowson
- Musique : Edgardo Canton
- Directeur de la photographie : André Diot
- Cadreur : Yves Agostini
- Ingénieur du son : Jean-Pierre Ruh
- Décorateur : Raoul Albert
- Maquilleuse : Jacqueline Pipard
- Assistants-réalisateur : Jean-Claude Sussfeld, Robert Nador
- Photographe de plateau : Alain Fonteray
- Monteuse : Cécile Decugis
- Affichiste : Jean-Michel Folon
- Pays de production :  France
- Date de tournage : 1974
- Société de production : Caméra One (France)
- Producteur : Michel Seydoux
- Directeur de production : Jean-Pierre Spiri-Mercanton
- Distributeur d'origine : Caméra One
- Format : couleur par Eastmancolor — Son monophonique — Format 35 mm
- Genre : comédie dramatique
- Durée : 100 minutes
- Date de sortie : France : 30 avril 1975

## Distribution
- Rufus : Claude
- Jean-Michel Folon : François
- Patrick Dewaere : Gaston le boxeur, dit « Johnny Cask »
- Zouzou : Lily
- Juliette Gréco : Flo
- Jean-Pierre Bisson : le frère de Flo
- Roger Blin : le père de Lily
- Tatiana Moukhine : la mère de Lily
- Maurice Vallier : le rédacteur en chef de François
- Roland Dubillard : l’intellectuel à la réception chez Flo
- Andréas Voutsinás : le barbu à la réception chez Flo
- Henry Jaglom : un invité à la réception chez Flo
- Miou-Miou : la fille dans le café
- Anne Jousset : l’auto-stoppeuse
- Maurice Travail : l'homme dans l'ascenseur

## Distinctions
- Berlinale 1975 : sélection officielle en compétition

## Autour du film
- Zouzou et l’affiche de Jean-Michel Folon[1] : « Le tournage commence dans une ambiance formidable. Dugowson est charmant, doux, adorable. […] Lily aime-moi est un joli film, très tendre, avec de très beaux moments. Au début de l’histoire, je plaque mon mari joué par Rufus, et il passe le film à essayer de me récupérer. Folon joue aussi dans Lily, et la production lui demande de dessiner l’affiche. Il me dit : « Je vais dessiner ta bouche comme un bateau, et un petit Rufus, en train de ramer dedans. » Je trouve l’idée très belle, et effectivement, le résultat est une réussite. »
- Cette anecdote rappelle les dessins qu'adressait le poète futuriste Vladimir Maïakovski à Lili Brik. Le titre du film, quant à lui, reprend par ailleurs les mots d'une lettre envoyée à Brik par le poète, deux jours avant son suicide.
- Dans le documentaire datant de 2005 réalisé par Alexandre Moix figurant dans le DVD du film, « La bande à Lilly »[2], le producteur Michel Seydoux, le réalisateur Maurice Dugowson, les acteurs Jean-Michel Folon, Miou-Miou, Rufus, Zouzou et l'opérateur du son Jean-Pierre Ruh, s'expriment au sujet du film. On apprend ainsi que le budget du film est serré. Les compétences du réalisateur de télévision Dugowson, capable de s'adapter au grand écran sont soulignées par le producteur. Le réalisateur parle du scénario basé sur l'histoire de trois anti-héros un peu ratés, un journaliste, un boxeur et un ouvrier qui vont échanger des pensées sur leur existence. Il précise que l'amour surgit dans ce trio d'amitié, avec les personnages interprétés par Miou-Miou et Zouzou. Lors d'un interview à la télévision, Dewaere déclare : « Ce qui arrive à ce type là, c'est vraiment une histoire politique ». La raison de cette rupture est donc essentiellement matérielle. Dewaere précise qu'elle quitte l'ouvrier en précarité pour ces motifs.
- Rufus dévoile aussi que de multiples improvisations du trio d'acteurs ont été intégrées au film. Folon déclare : « Maurice se nourrissait de nos vies pour nourrir son film ». Célèbre comme affichiste et artiste peintre, Folon confirme que sa participation comme acteur de premier plan du film a été difficile, notamment auprès de certains producteurs. Pourtant, avant cette première expérience, ses amis Wim Wenders, Roman Polanski, Woody Allen l'avaient encouragé et imaginaient des projets pour lui. François Truffaut, juste avant sa mort, lui avait également promis un futur rôle. Folon évoque un dialogue avec Gérard Depardieu à la même période, ce dernier lui déconseille de devenir acteur, en délivrant une phrase poétique : « Tu n'es pas fait pour évoluer sur la palette d'un autre. Tu es quelqu'un qui doit tenir la palette ». Bien avant le tournage de ce qui sera son dernier film mais qu'il n'incarnera jamais (Édith et Marcel de Claude Lelouch), Patrick Deware s'entraîne pour être crédible comme boxeur. Il déclare qu'il est réellement monté sur le ring pour une rencontre hors tournage mais a fait match nul, ce qui l'énerve et l'oblige à refaire un nouveau combat avec le même boxeur professionnel. Zouzou déclare qu'elle ne devait pas faire partie de la distribution mais elle convainc le réalisateur, lors des bouts d'essai. Zouzou relate une ambiance très sereine, drôle et positive lors du tournage.

Folon et Rufus livrent aussi quelques secrets dans le travail de Dewaere sur ce film. Il « gomme, il nettoie, il simplifie le plus possible » son jeu d'acteur. Folon relate que lors du tournage entre deux plans, Dewaere lui a lu la fin de Cyrano de Bergerac et que tous deux étaient en larmes à la fin de la tirade. Rufus évoque également la fragilité, la modestie et la grande solitude éprouvée par son ami acteur, en pleine période de gloire : « aussi fragile qu'un enfant ». Dans l'un des dialogues du film, à travers son personnage de boxeur raté, l'acteur dévoile une part intime de ses errances personnelle dans la vie réelle en multipliant les expériences d'amours sans lendemain, en avouant à son ami une parole prémonitoire concernant le suicide : « Et je m'emmerde... À me pendre ! ».

### Tournage
Le film a été tourné à Paris dans les 1er, 8e, 10e et 15e, dans les Yvelines (Clairefontaine-en-Yvelines), Val-d'Oise (Argenteuil).